# Mobile Servicing System

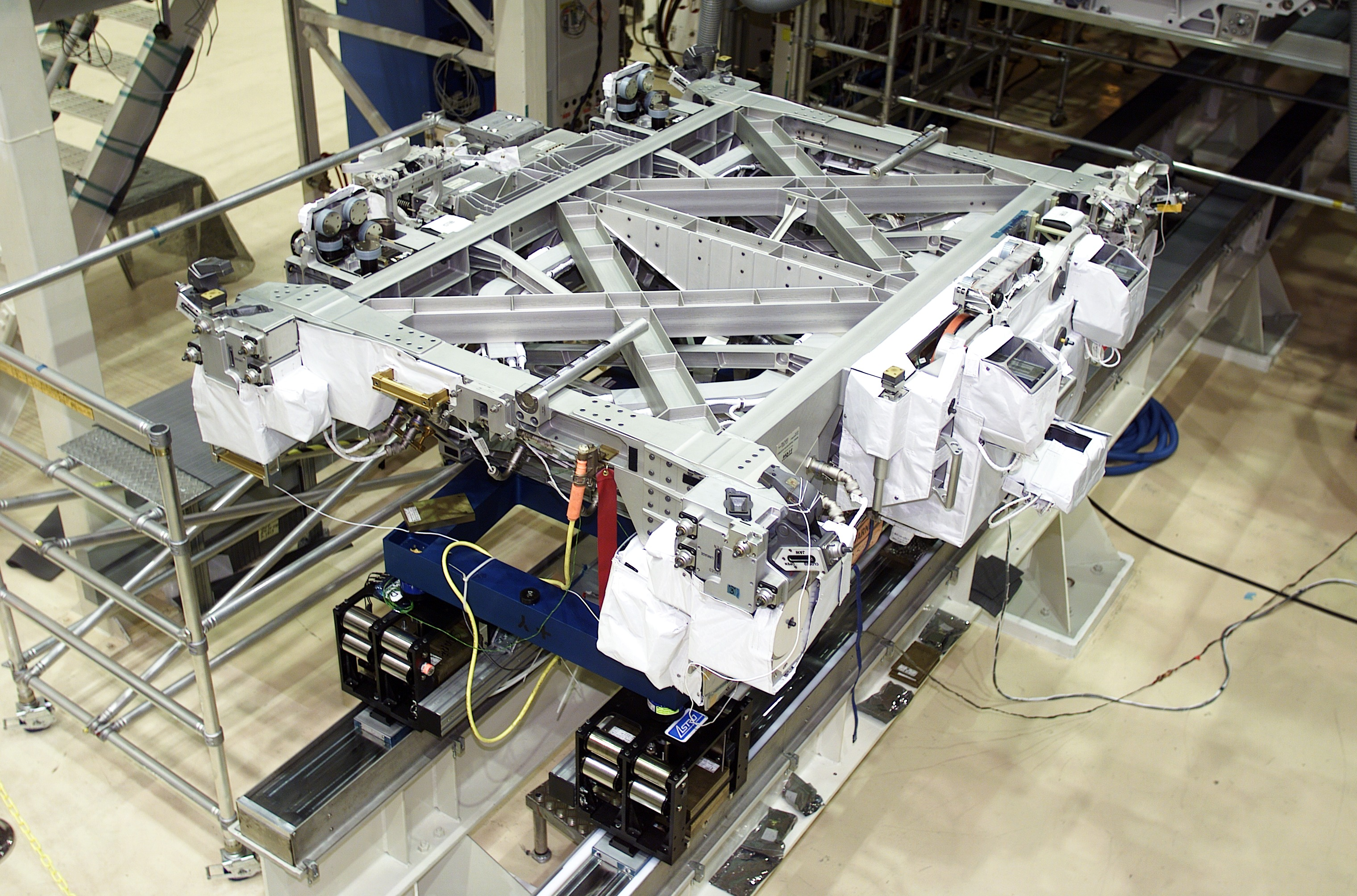
Der Mobile Transporter während Vorbereitungen im Dezember 2001

Das Mobile Servicing System (MSS) ist ein Modul für die Instandhaltung der Internationalen Raumstation (ISS). Es kann Ersatzteile von einem Ausleger zum anderen transportieren und ist somit eine Art „Güterwaggon“. Es hilft den Astronauten bei der Arbeit und spielt eine Schlüsselrolle beim Bau der Station.
Das System besteht aus drei Modulen:
- Der Canadarm2 ist die Weiterentwicklung des Roboterarms, der auf dem Space Shuttle eingesetzt wird. Vollständig ausgestreckt erreicht er eine Länge von 17,6 Metern. Dabei kann er eine Gesamtmasse von 116 Tonnen bewegen. An verschiedenen Stellen der Station sind Konnektoren angebracht, an denen der Roboterarm fixiert werden kann. Diese so genannten Power Data Grapple Fixtures (PDGFs) versorgen ihn mit Energie und mit den auszuführenden Kommandos. So kann der Canadarm2 mit einem raupenartigen Bewegungsablauf, von PDGF zu PDGF über die ISS wandern, wodurch sein Arbeitsgebiet vergrößert wird. Er wurde während der Mission STS-100 zur ISS gebracht.
- Das Mobile Base System (MBS) ist eine Plattform und dient dem Canadarm2 als Ankerpunkt. Die MBS kann entlang einem Schienensystem, das auf den Auslegern verlegt ist, bewegt werden. Das Kernstück, der Mobile Transporter (MT), ist der Motor des ganzen Systems. Er wurde zusammen mit dem S0-Truss mit STS-110 im Frühjahr 2002 zur Station gebracht. Im Juni dieses Jahres wurde das letzte Teil des MBS mit STS-111 angeliefert und auf den MT aufgesetzt.
- Der Special Purpose Dexterous Manipulator (SPDM) ist ein Zusatzmodul für den Canadarm2, das gerne als „Canada-Hand“ oder „Dextre“ bezeichnet wird. Es kann an der Spitze des Roboterarms angebracht werden und erweitert seine Einsatzmöglichkeiten. SPDM wurde im März 2008 mit STS-123 zur ISS transportiert.